# Peltasta
Els peltastes (grec antic: πελταστής, derivat de πέλτη, 'escut lleuger'; llatí: peltarion) són, del segle iv aC ençà, la infanteria lleugera mercenària característica dels exèrcits grecs i hel·lenístics.

## Descripció
S'anomenava així pel seu escut de vímet (pelta). Segons Aristòtil, no tenia vora i estava folrat amb pell de cabra o d'ovella. També sembla donar a entendre que era rodó.
En l'art es reprodueix la pelta en forma de mitja lluna. La pelta apareix representada a vegades amb una sola nansa, i altres amb dos agafadors, com els escuts hoplites. Tenia també una corretja per transportar. Apareix també en l'art escita i podria haver estat un tipus comú d'escut a l'Europa central.

## Desenvolupament

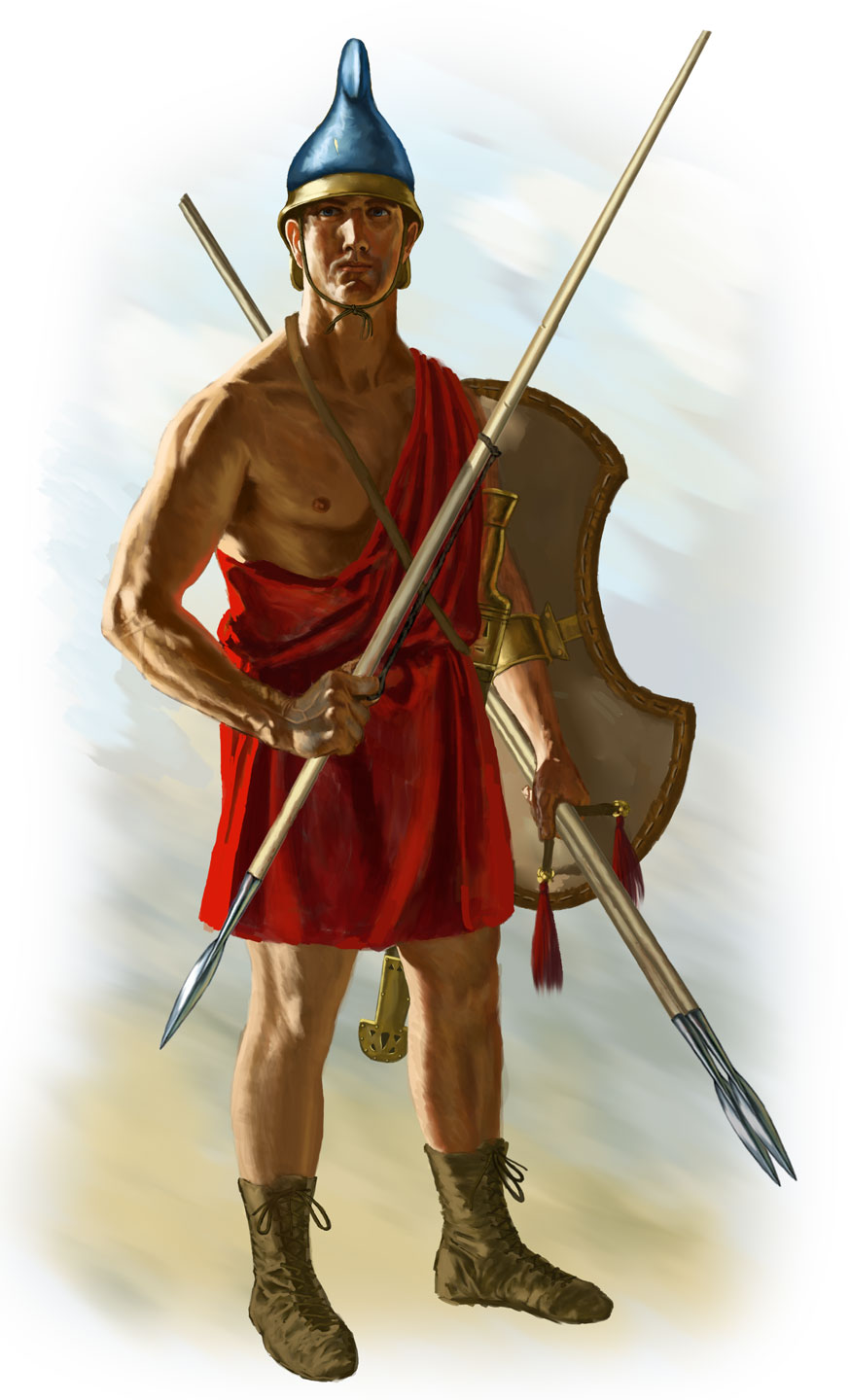
Peltasta agrià

En el període arcaic de Grècia, la tradició marcial grega havia estat dirigida gairebé exclusivament sobre la infanteria pesant o hoplita.
L'estil de lluita usat pels peltastes prové de Tràcia i els primers peltastes grecs van ser reclutats a les ciutats gregues de la costa tràcia. Portaven la indumentària tradicional de la seva terra: capa adornada, botes altes i barret frigi de pell de guineu amb orelleres. No portaven armadura. Les seves armes eren les javelines, sovint amb un propulsor per a acréixer el seu poder de penetració.
Xenofont narra diverses anècdotes sobre els peltastes que, saltant palissades amb els escuts a l'esquena, a vegades s'aferraven i restaven penjats per les corretges. Es van emprar per primera vegada durant la Guerra del Peloponès. Molts mercenaris peltastes van ser probablement reclutats a Grècia.
S'han trobat gots que mostren també hoplites (soldats que duen cascs corintis, gamberes i cuirasses, agafant llances hoplites) portant peltes. Sovint, les amàzones apareixen amb equipament peltastes.
Les tropes lleugeres, anomenats gimnetes, havien estat tractades sempre com a forces inferiors, i es feien servir solament en escaramusses. A l'aparició dels peltastes, al principi no formaven més que una tropa de suport, utilitzada contra la càrrega de la cavalleria amb el llançament massiu de les seves javelines, i després amb les seves espases. Servien igualment per a la persecució dels vençuts.
No obstant això, atès el cost reduït de l'equipament, es pogueren constituir cossos importants de peltastes, i van tenir successos davant els hoplites més fortament armats, com en la batalla de Lequeu: el 390 aC, un jove atenès, Ifícrates, al capdavant d'un grup de peltastes ben entrenats i disciplinats, va aconseguir aniquilar una «mora» espartana (unitat de combat de 576 soldats). Aquesta gesta va assegurar a Ifícrates un lloc en la història militar i va fer que variés radicalment l'actitud dels grecs pel que fa als peltastes, fins al punt que el 349 aC, Atenes va enviar contra Filip II de Macedònia un exèrcit compost únicament de peltastes i un petit esquadró de cavalleria.
En la narració de Diodor de Sicília, atribuïa a Ifícrates el rearmament dels seus soldats amb llargues llances, potser al voltant del 374 aC. Aquesta reforma podria haver produït una sort de peltastes armats amb un petit escut, una espasa, i una llança en lloc de javelines. Algunes autoritats, com J. G. P. Best, afirmen que aquests darrers peltastes no eren autèntics peltastes en el significat tradicional, sinó hoplites lleugerament armats que portaven la pelta juntament amb llargues llances, combinació que ha estat interpretada com un avantpassat directe de la falange macedònia, i semblant als ècdroms o als posteriors euzons.
Tanmateix, apareixen llances en il·lustracions de peltastes abans de l'època d'Ifícrates, i hi degué haver peltastes que portaven tant llances com javelines, com a substitutes d'aquestes. Al segle iv aC, els peltastes sembla que també van usar cascs i armadura de lli.
A l'exèrcit macedoni, els cossos d'hispapistes fan un paper idèntic, però amb un armament una mica diferent. Alexandre el Gran va emprar peltastes procedents de les tribus tràcies del nord de Macedònia, en particular dels agrians.
Al segle iii aC, els peltastes van ser gradualment substituïts per tireòfors. Les darreres referències als peltastes poden, de fet, referir-se al seu estil d'equipament quan el terme peltastes es va convertir en sinònim de mercenari.